# Повивальная бабка

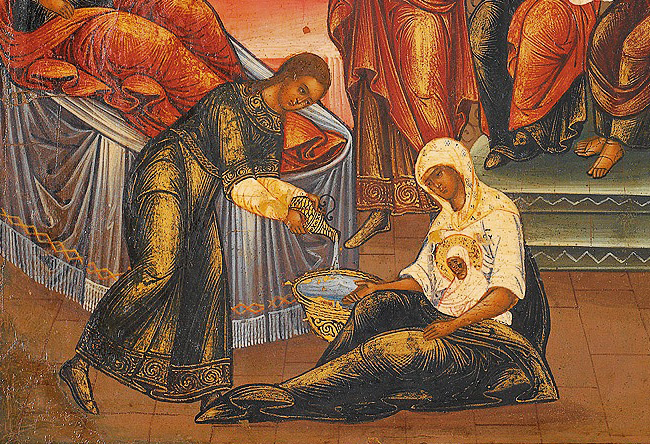
Повитуха с младенцем на иконе «Рождество Богородицы». Россия, XIX

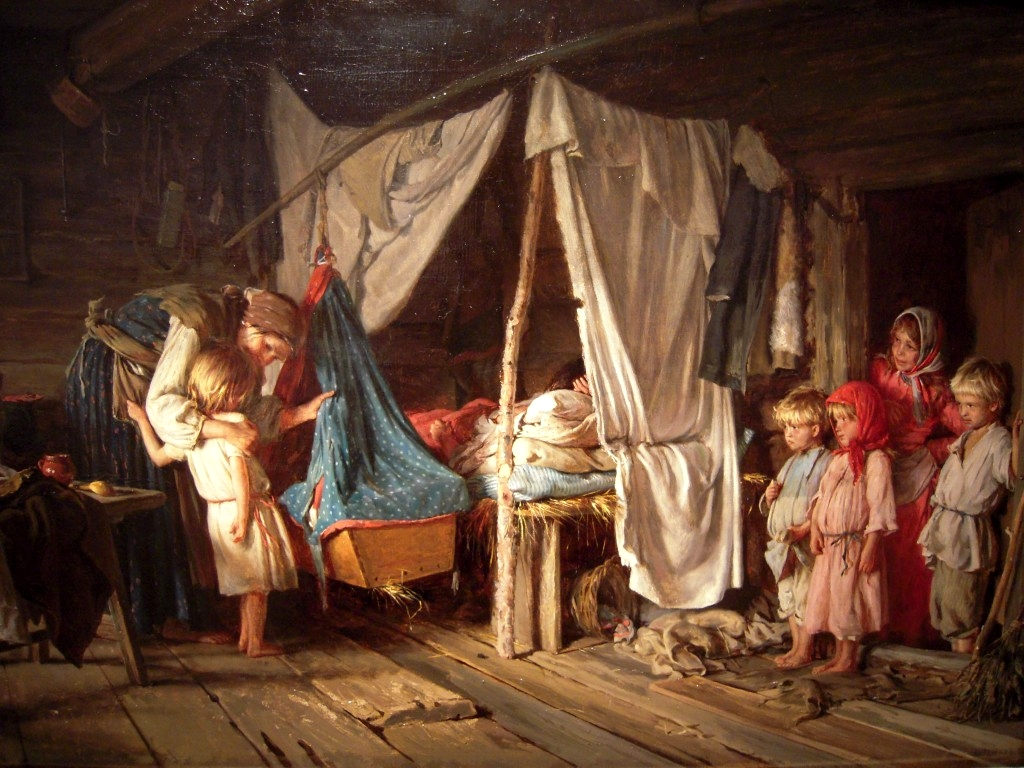
К. Лемох. Новое знакомство. 1885 год

Повивальная бабка, или повитуха (повивальщица, повивалка, бабка, акушерка, приёмница, пупорезка, пуповязница; серб. бабица) — женщина, чья роль заключается в том, чтобы помочь женщине во время её беременности и родов, а также и ребёнку появиться на свет. 
Словами Повивальная бабка, Повитуха (сельская), в России до начала XX века называли акушерок. Повивальное искусство одно из древнейших отраслей народной медицины, оставалась чрезвычайно распространённой до возникновения акушерства. Иногда это занятие было наследственным, подчас совмещалось с ролью знахарки. Повитуха являлась главным персонажем родильного обряда, также руководила всей внехрамовой обрядностью крещения ребёнка.

## В Российской империи

### Выбор повитухи
Правила выбора повитухи зависят от местной традиции: в некоторых случаях всё село обращается к одной и той же женщине, обладающей репутацией «знающей», в других зовут к роженице кого-либо из родственниц или свойственниц. При таком подходе любая женщина может и даже обязана стать хотя бы раз в жизни повивальной бабкой: так, в Могилёвской области женщина, никогда не принимавшая родов, становится предметом насмешек своих товарок, которые грозят ей, что на «том свете» она будет пасти зайцев. Как и в случае крёстных родителей, часто стараются звать ко всем детям в семье одну и ту же повитуху (рус). Приглашение принять роды воспринимается как высокая честь, и отклонить его считается великим грехом; говорили, что в случае отказа «повитуха окаменеет» (Саратов. обл.) Если роды заканчивались летальным исходом, уклонившаяся от исполнения своих обязанностей повитуха могла предстать перед судом (укр.) Тем не менее у украинцев приглашение принять роды разрастается в целый ритуал, предполагающий долгие уговоры повитухи.
Повитухой выбирали рожавшую, но уже «чистую» женщину, то есть после менопаузы, не живущую половой жизнью, желательно вдовую. Если у неё продолжаются месячные, то полагают, что у принятой ею девочки месячные долго не наступят (волын.). В повседневной жизни поведение повитухи должно быть безупречным: если повитуха замужем, она должна хранить верность мужу, в противном случае повитые ею внуки будут косолапы, заболеют желтухой или вообще рано умрут (владимир., орлов.). Повитуха как женщина, «вышедшая из возраста», не имела права на сексуальные отношения. Если у неё рождался ребёнок, то он получал позорное прозвище бабич, бабинец, padbabicz, а она сама — бабычка (полес, бел.). Во искупление её «греха» вся деревня изготавливала огромный рушник, которым опоясывала церковь (Полесье). Особый случай ритуальной нечистоты представляет контакт со смертью. В повитухи стараются звать женщину, у которой остались в живых все её собственные дети. В противном случае не выживут и повитые дети. Из этих же соображений повитухе запрещалось обмывать покойников.

### Учебные заведения

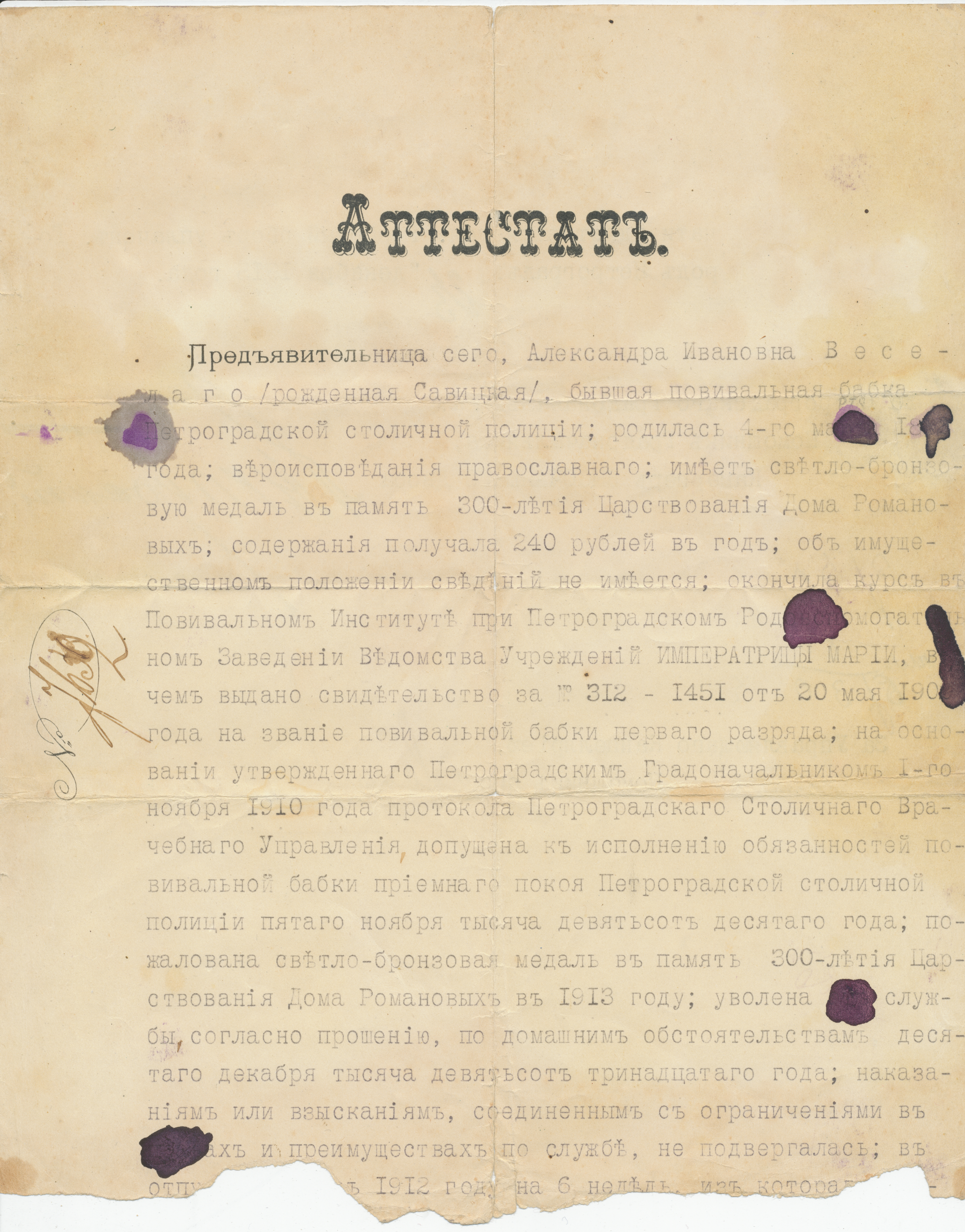
Аттестат бывшей повивальной бабки, 1915 год

В середине XVIII века в Российской империи для подготовки повитух были созданы специальные высшие («Повивальные институты») и средние («Повивальные школы») учебные заведения — (существовали до 1917 года). В Российской империи было три профессиональных группы женщин, занимавшихся родовспоможением: «повивальная бабка» (высшее медицинское образование), «сельская повивальная бабка» (среднее медицинское образование) и «повитуха» (заочное образование). Деятельность повивальных бабок регламентировалась специальным уставом («Устав повивальным Бабкам»).
Должность городовой повивальной бабки числилась в штате полицейского управления.

## Покровительница

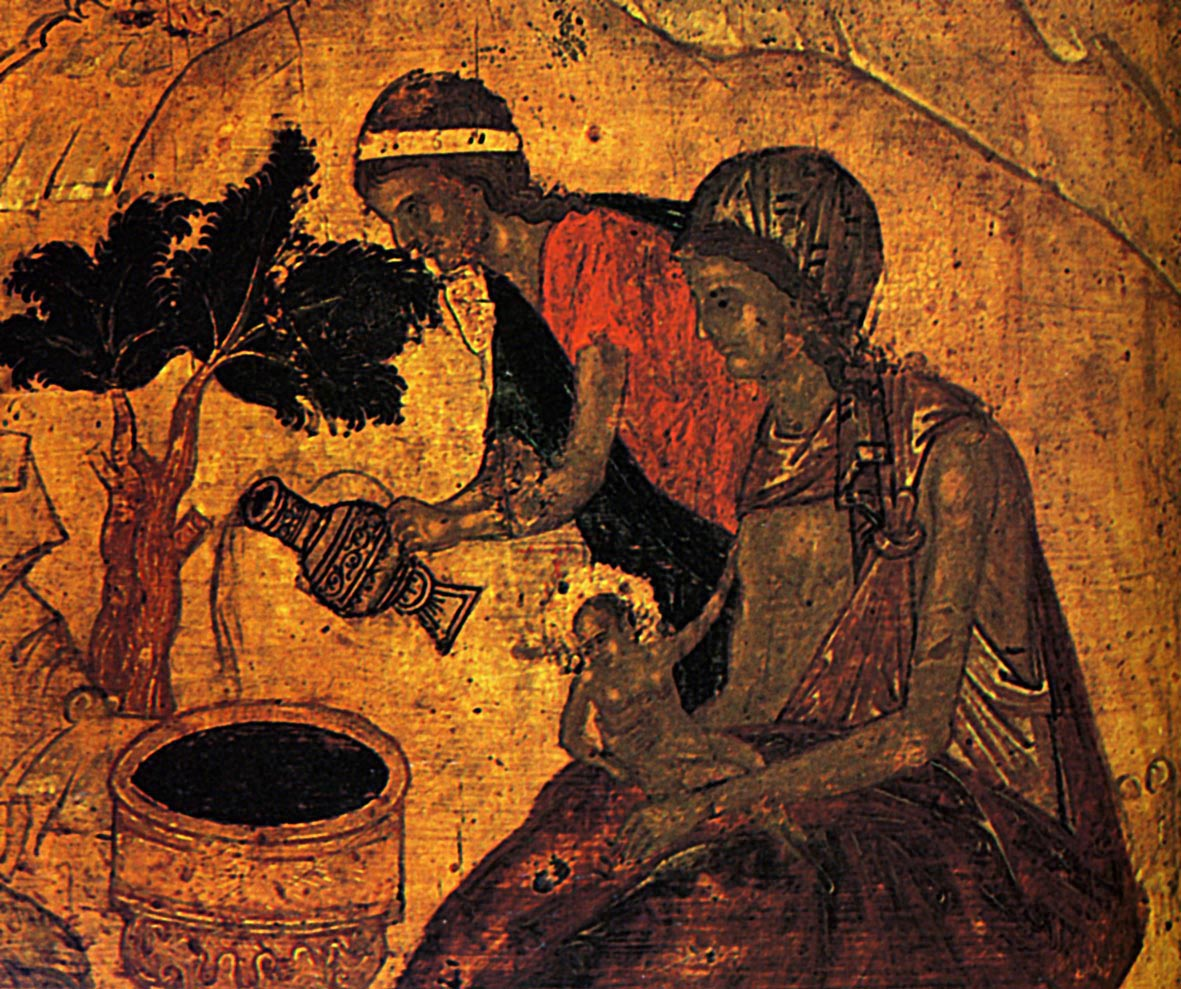
Саломея и Гелома (деталь иконы «Рождество Христово», Андрей Рублев)

В Библии, в Ветхом завете упомянута профессия повитухи (Исх. 1:15 - 21). В Новом завете речь идёт о непорочном зачатии Иисуса Христа - Саломея-повитуха, принимавшая роды Девы Марии, согласно раннехристианским апокрифам, является покровительницей профессии, хотя и не включена в православный месяцеслов.
Повитуха Саломея у русских крестьян стала главной покровительницей и помощницей в родах. Русские крестьяне на второй день Рождества Христова устраивали праздник для повивальных бабок («бабины» или «бабьи каши») на котором вспоминалась Саломея-повитуха, не имевшая своего дня памяти в православном месяцеслове.
Считалось, что Саломея совершала с младенцем Христом все те же действия, которые должна выполнять при родах деревенская повитуха. Народное творчество создало ряд легенд, подчёркивающих особую роль повитухи Саломеи при рождении Христа (на этих легендах частично базировался авторитет деревенских повитух).
Существуют заговоры, использовавшиеся при родах от имении Саломеи:

Не я тебя, младенец, принимала, не я тебя омывала, а бабушка Соломонида. Не я тебя парила, не я тебя правила,— тебя парила, правила бабушка Саламанидушка, она тебе приговаривала: «Рости, мое дитятко, по часам, по минуточкам».
В народных поверьях безболезненное рождение Христа можно было с помощью заговоров спроецировать на любые роды. При начале схваток повитухи читали заговор: «Матушка Соломония, возьми ключи золотые, открой роды костяные рабе Божьей Марье» и кропили роженицу водой из ручья или реки. А когда ребёнок рождался, то повитуха, обмывая новорождённого, также читала соответствующий заговор: «Бабушка Соломонья мылась да парилась и нам жарку-парку баинку оставила на великую Божью милость, на великое здоровье Имярек, аминь».

## День повитух у славян
У восточных и южных славян был особый день, когда почитались повитухи и роженицы — Бабьи каши. Во многих местах по древнему обычаю русские женщины ходили к родильницам с пирогами. Согласно этому обычаю, во второй день Рождества в праздник пресвятой Богородицы в юго-западной Руси многие сельские женщины шли в церковь со специально приготовленными пирогами, «думая этим сделать честь св. Богородице».
Женщины, имеющие детей, приносили повивальным бабкам подарки и угощения: пиво или наливку, пироги, блины. Приходили с детьми, чтобы бабки их благословили. Особенно рекомендовалось в этот день ходить к бабкам будущим мамам и молодым девушкам. Посещение и совместная еда с повивальными бабками иногда проходила с вечера «до белого света». Повитуха варила кашу для рожениц из проса или гречихи, трапеза называлась трапезой Роду и роженицам. Этому блюду отводилась важная роль в обрядовых действах. Например, чтобы предупредить низкорослость ребёнка, бабка поднимала горшок с кашей, приговаривая: «Расти высоко-высоко». Чтобы малыш поскорее встал на ноги, старшим детям тоже вручался горшок с кашей: её полагалось съесть на улице, а в пустой горшок посадить петуха или курицу (соответственно полу новорождённого).